# Эрбан, Эвжен (политик)
Эвжен Эрбан (чеш. Evžen Erban, 18 июня 1912, Всетин — 26 июля 1994, Прага) — чешский и чехословацкий политик, чехословацкий социал-демократ, после 1948 года — член Коммунистической партии Чехословакии, член Временного национального собрания, Учредительного национального собрания, Национального собрания Чехословакии, Национального совета Чехии и Палаты наций Федерального собрания. Министр социального обеспечения Чехословакии, видный чиновник коммунистического режима Чехословакии.

## Биография
В начале 30-х годов Эвжен Эрбан окончил юридический факультет Карлова университета. Он уже был политически вовлечён в социал-демократическую партию. С 1936 по 1940 год он был секретарём нескольких социал-демократических профсоюзов и студенческих объединений. Во время протектората в 1940—1945 годах работал секретарём Центрального профсоюза работников. В рамках освобождения он перешёл в Центральный профсоюзный совет, где работал секретарём с 1945 по 1950 год. В апреле 1945 года он был членом Чешского национального совета как революционного органа во время Пражского восстания, здесь он сотрудничал с другими политиками левого толка (Йозеф Смрковский, Вацлав Давид).
После 1945 года Эвжен Эрбан занимал важные посты в профсоюзах (1945—1950 гг. Генеральный секретарь Управления) и социал-демократии. Он был членом Совета директоров ЦК ЦСД и принадлежал к левому крылу в пользу сотрудничества с Коммунистической партией. Во время февральского переворота в 1948 году он принадлежал к фракции, лояльной к Коммунистической партии, которая пришла к власти в социал-демократической партии. В июне 1948 года он был главным организатором слияния социал-демократии с Коммунистической партией. В результате слияния ССД с коммунистами он был кооптирован в Центральный комитет Коммунистической партии Чехословакии и был утверждён в качестве члена Центрального комитета Коммунистической партии IX Съезд компартии; вышел из состава членов в декабре 1952 года. В период с июня 1948 года по февраль 1952 года также заседал в президиуме ЦК.
Эвжен Эрбан стал министром социального обеспечения во втором после февраля правительстве Клемента Готвальда, в котором уже доминировали коммунисты. Он оставался на посту министра в правительстве Антонина Запотого до 1951 года. После влияния ЧССД в Коммунистической партии он был членом Центрального комитета Коммунистической партии до 1951 года. С 1952 по 1963 год он занимал пост председателя Государственного управления социального обеспечения, а с 1963 по 1968 годы возглавлял Государственное управление материальных резервов. В 1950-х и 1960-х годах он был заместителем председателя Международной конфедерации труда и председателем Международная ассоциация социального обеспечения.
Несколько десятилетий он заседал в высших законодательных органах Чехословакии. В годы 1945—1946 был членом Временного Национального собрания социал-демократов (или в качестве представителя Центрального совета профсоюзов). Он был участником парламентских выборов 1946 года. После этого он стал членом Учредительного национального собрания, снова для социал-демократов. На выборах 1948 года он стал членом Национального собрания социал-демократов, избранных в избирательном округе Пардубице. В июне 1948 года, после слияния ЧССД и Коммунистической партии, он вступил в Коммунистическую группу. Он оставался в Национальном собрании до выборов 1954 года.
Во время Пражской весны он вернулся в ЦК КПСС. С апреля по август 1968 года он был членом секретариата ЦК Компартии. Он был избран в Центральный комитет Коммунистической партии Чехословакии на Высочанском съезде Коммунистической партии. Однако из-за его низкой популярности он не был предложен в качестве делегата конгресса в своей родной Праге, но был предложен в Попраде. Это было тогда подтверждено, XIV Съезд Коммунистической партии, XV Съезд Коммунистической партии и XVI Съезд Коммунистической партии, в ЦК КПСС он заседал в 1986 году. С августа 1968 года по апрель 1976 года он также был членом ЦК КПСС. С октября 1968 года по апрель 1969 года также член исполкома ЦК КПСС. С января 1970 года по май 1971 года он также являлся членом бюро ЦК КПК по управлению партийной работой на чешских землях. Он принимал участие в деятельности комиссий, которые после 1968 года исключили членов-реформистов из Коммунистической партии. Уже в декабре 1968 года он высказался против продолжающегося удержания Йозефа Смрковского.
После вторжения войск Варшавского договора в Чехословакию в 1968 году, когда Франтишеку Кригелю пришлось покинуть пост председателя Национального фронта, Эрбан стал его преемником на посту генерального секретаря (председателя) Центрального комитета Чехословацкого национального фронта. Он держал его до 1971 года.
В то же время он долго возвращался в законодательный орган в конце 1960-х годов. После того, как федерализация Чехословакии сел в 1969 году в Палате народов Федерального Собрания и защищал свой мандат в выборах в 1971 году, на выборах в 1976 году, на выборах в 1981 году и выборы в 1986 году. Его мандат прекратил своё существование после его отставки в январе 1990 года в рамках обмена представительными органами после Бархатной революции (так называемая кооптация). В 1969—1986 он был также членом Чешского национального совета (в 1969—1981 он был его председателем). В период 1975—1985 под председательством Чехословацкого общества международных отношений. Будучи высшим и давним представителем коммунистического режима, он неоднократно был удостоен чести в Чешской Республике и за рубежом.
В 1955 году и снова в 1962 году он был награждён орденом Республики; в 1968 году — орденом Клемента Готвальда и в 1973 году — орденом Победного Февраля.
После ноября 1989 года он говорил о себе как о социал-демократе и хотел участвовать в восстановлении социал-демократической партии, но ему помешали это сделать.

## Награды
- Чехословацкий Военный крест, 1945 г.[15]
- Чехословацкая медаль за заслуги[чеш.] 1-й степени, 1946 г.
- Орден 9 сентября 1944 года, I класс (Болгария), 1948 г.[15]
- Орден Полония реститула, I класс (Польша), 1948 г.
- Орден 25 февраля 1948 года.
- Орден «За заслуги 10 лет народной милиции», 1958 г.
- Памятная медаль к 20-летию освобождения Чехословакии[чеш.], 1965 г.
- Орден республики, 1955, 1962, 1968 г.
- Орден Клемента Готвальда за строительство социалистической родины, 1968 г.
- Орден Победного Февраля, 1973 г.[8]